# Paul Martin Langner
Paul Martin Langner (* 1956) ist ein deutscher Literaturwissenschaftler.

## Werdegang
Er studierte Philosophie und Germanistik in Münster und Berlin. Nach der Promotion 1988 an der TU Berlin bei Thomas Cramer und Walter Höllerer war er als Organisator und Manager kultureller Projekte und Organisationen in Schleswig-Holstein, Berlin und Potsdam tätig. Er lehrte auf dem Lehrstuhl für die Geschichte der Deutschen Literatur an der Pädagogischen Universität Krakau.
Seine Forschungsschwerpunkte sind Regionalforschungen, theologische und dramatische Texte des Mittelalters sowie Fragen der Performativität und Perzeption.

## Ausgewählte Veröffentlichungen
- Der Brief als Problem der Edition, Berlin 1988, ISBN 3-925191-65-8.
- Klaus Groth und Christine Hebbel in Briefen, Heide 1989, ISBN 3-8042-0471-6.
- Traditionen in der Literatur einer Region als gesellschaftsstrukturierende Phänomene: zur mittelalterlichen Literatur der Mark Brandenburg zwischen 1250–1500. Textband und Kommentarband. Wydawn, Krakau 2009. ISBN 978-83-7271-529-6
- mit Agata Mirecka (Hrsg.): Tendenzen der zeitgenössischen Dramatik (= Interdisciplinary studies in performance. Band 1). Lang, Frankfurt am Main 2015, ISBN 3-631-65597-5.
- mit Agata Mirecka (Hrsg.): Raumformen in der Gegenwartsdramatik (= Interdisciplinary studies in performance. Band 9). Lang, Frankfurt am Main 2017, ISBN 3-631-73458-1.
- mit Joanna Gospodarczyk (Hrsg.): Zur Funktion und Bedeutung des Chors im zeitgenössischen Drama und Theater (= Interdisciplinary studies in performance. Band 21). Lang, Frankfurt am Main 2019, ISBN 3-631-77539-3.
- mit Anna Majkiewicz, Agata Mirecka (Hrsg.): Wiederholung im Theater: zur deutschsprachigen Gegenwartsdramatik und ihrer Inszenierung (= Gesellschaftskritische Literatur – Texte, Autoren und Debatten. Band 9). V & R unipress, Göttingen 2021, ISBN 3-8471-1234-1.